# Jack Warden

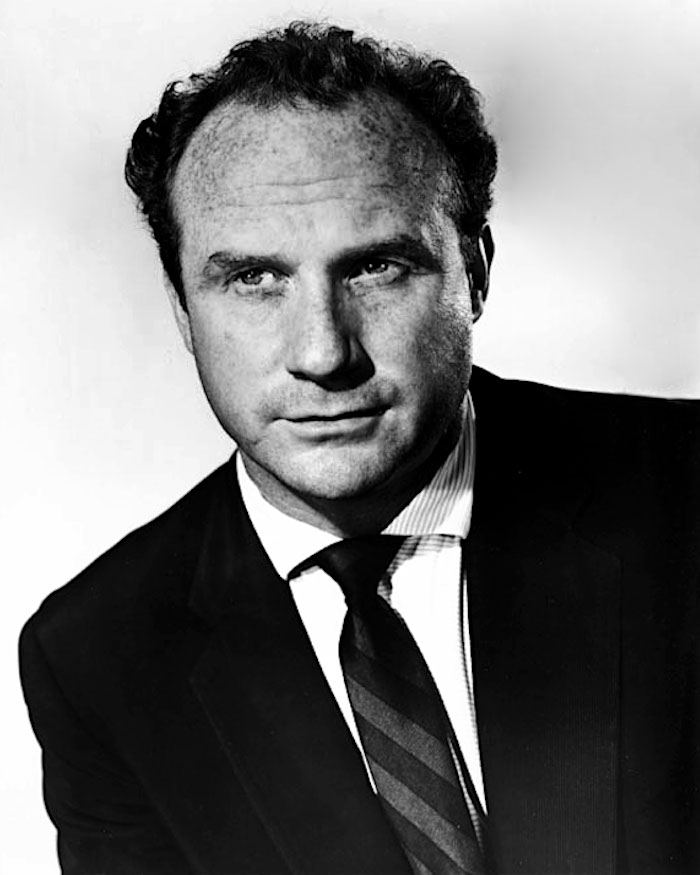
Jack Warden in den 1950er Jahren

Jack Warden (* 18. September 1920 als John Warden Lebzelter Jr. in Newark, New Jersey; † 19. Juli 2006 in New York City, New York) war ein US-amerikanischer Filmschauspieler. Bekannt wurde er vor allem als Darsteller kantiger, aber gleichwohl mitfühlender Charaktere.

## Leben
In seiner Jugend zog Jack Warden zu seinen Großeltern nach Louisville, Kentucky. Dort machte er seinen Abschluss an der Du Pont Manuel High School. In den folgenden Jahren boxte er als Weltergewichtler unter dem Namen „Johnny Costello“, dem Geburtsnamen seiner Mutter. Er gewann 13 Kämpfe in und um Louisville.
Warden diente von 1938 bis 1941 in der United States Navy. Dann schloss er sich der Handelsmarine an, in der er als Maschinist arbeitete. Er verließ die Handelsmarine 1942 und ging zur Armee, in der er Platoon Sergeant und Fallschirmjäger bei der 101. US-Luftlandedivision war. Während eines Krankenhausaufenthalts wegen einer Beinverletzung las Warden ein Stück von Clifford Odets und beschloss danach, Schauspieler zu werden.
Warden spielte auch am Broadway in Inszenierungen wie Golden Boy (1952), Lullaby (1954), A View from the Bridge (1955), A Very Special Baby (1956), The Body Beautiful (1958) und The Man in the Glass Booth (1968). Ab Mitte der 1950er Jahre war er zunächst in vielen kleinen Filmrollen zu sehen. Eine seiner bedeutendsten spielte er 1957 als desinteressierter „Geschworener Nr. 7“ in  Sidney Lumets Spielfilmdebüt Die zwölf Geschworenen. Durch Fernsehauftritte wurde er einem größeren Publikum bekannt, so u. a. durch die Serie Die Bären sind los (1979–1980) und Die Fälle des Harry Fox (1984–1986). Seinen letzten Filmauftritt hatte Warden im Jahr 2000 in dem Kinofilm Helden aus der zweiten Reihe mit Keanu Reeves.
Warden war ab 1958 mit der französischen Schauspielerin Vanda Dupre verheiratet. Aus dieser Ehe ging sein Sohn Christopher hervor. Anfang der 1970er Jahre trennte sich das Paar, ohne sich jedoch scheiden zu lassen. Am 19. Juli 2006 starb Warden in einem New Yorker Krankenhaus an Herz- und Nierenversagen. Er hinterließ seine Lebensgefährtin, Marucha Hinds, seinen Sohn Christopher und zwei Enkelkinder.

## Filmografie (Auswahl)
- 1950: Boulevard der Dämmerung (Sunset Boulevard)
- 1951: Froschmänner (The Frogmen)
- 1951: The Man with My Face
- 1952–1954: Mister Peepers (Fernsehserie, 8 Folgen)
- 1953: Verdammt in alle Ewigkeit (From Here to Eternity)
- 1955: Norby (Fernsehserie, 13 Folgen)
- 1957: Ein Mann besiegt die Angst (Edge of the City)
- 1957: Die Junggesellenparty (The Bachelor Party)
- 1957: Die zwölf Geschworenen (12 Angry Men)
- 1958: Von Panzern überrollt (Darby’s Rangers)
- 1958: U 23 – Tödliche Tiefen (Run Silent, Run Deep)
- 1959: Fluch des Südens (The Sound and the Fury)
- 1959: So etwas von Frau! (That Kind of Woman)
- 1959: Bonanza (Fernsehserie, Folge 1x04 Die letzten ihres Stammes)
- 1959–1960: Twilight Zone (The Twilight Zone, Fernsehserie, 2 Folgen)
- 1959–1960: Die Unbestechlichen (The Untouchables, Fernsehserie, 3 Folgen)
- 1960: Unrasiert und fern der Heimat (Wake Me When It’s Over)
- 1960: Outlaws (Fernsehserie, 2 Folgen)
- 1961: Der Asphaltdschungel (The Asphalt Jungle, Fernsehserie, 13 Folgen)
- 1961–1963: Route 66 (Fernsehserie, 3 Folgen)
- 1962: Flucht aus Zahrain (Escape from Zahrain)
- 1962: Gnadenlose Stadt (Naked City, Fernsehserie, 3 Folgen)
- 1962, 1965: Die Leute von der Shiloh Ranch (The Virginian, Fernsehserie, 2 Folgen)
- 1963: 77 Sunset Strip (Fernsehserie, Folge 5x25)
- 1963: Die Hafenkneipe von Tahiti (Donovan’s Reef)
- 1964: Das große Abenteuer (The Great Adventure, Fernsehserie, Folge 1x25)
- 1964: Sieben Tage ohne Gnade (The Thin Red Line)
- 1964: Verliebt in eine Hexe (Bewitched, Fernsehserie, Folge 1x03)
- 1965–1966: The Wackiest Ship In The Army (Fernsehserie, 29 Folgen)
- 1966: New York Expreß (Blindfold)
- 1967: Auf der Flucht (The Fugitive, Fernsehserie, Folge 4x18)
- 1967: Invasion von der Wega (The Invaders, Fernsehserie, Folge 1x10)
- 1967–1969: Heiße Spuren (N.Y.P.D., Fernsehserie, 49 Folgen)
- 1968: Bye Bye Braverman
- 1971: Summertree
- 1971: Wer ist Harry Kellerman? (Who Is Harry Kellerman and Why Is He Saying Those Terrible Things About Me?)
- 1971: Freunde bis in den Tod (Brian’s Song, Fernsehfilm)
- 1973: Der Mann, der die Katzen tanzen ließ (The Man Who Loved Cat Dancing)
- 1974: Begrabt die Wölfe in der Schlucht (Billy Two Hats)
- 1974: Duddy will hoch hinaus (The Apprenticeship of Duddy Kravitz)
- 1974: Spuren im Sand (The Godchild, Fernsehfilm)
- 1975: Shampoo
- 1976: Die Unbestechlichen (All the President’s Men)
- 1976: Jigsaw John (Fernsehserie, 15 Folgen)
- 1976: …die keine Gnade kennen (Raid on Entebbe)
- 1977: Der weiße Büffel (The White Buffalo)
- 1978: Der Himmel soll warten (Heaven Can Wait)
- 1978: Tod auf dem Nil (Death on the Nile)
- 1979: Der Champ (The Champ)
- 1979: Jagd auf die Poseidon (Beyond the Poseidon Adventure)
- 1979: … und Gerechtigkeit für alle (...And Justice for All)
- 1979: Willkommen Mr. Chance (Being There)
- 1979–1980: Die Bären sind los (The Bad News Bears, Fernsehserie, 26 Folgen)
- 1980: Mit einem Bein im Kittchen (Used Cars)
- 1981: Die große Muppet-Sause (The Great Muppet Caper)
- 1981: Eine schöne Bescherung (Carbon Copy)
- 1981: Crazy Street Life (Chu Chu and the Philly Flash)
- 1981: Der ausgeflippte Professor (So Fine)
- 1982: The Verdict – Die Wahrheit und nichts als die Wahrheit (The Verdict)
- 1984: Crackers – Fünf Gauner machen Bruch (Crackers)
- 1984–1986: Die Fälle des Harry Fox (Crazy like a Fox, Fernsehserie, 35 Folgen)
- 1985: Robert Kennedy and His Times (Robert Kennedy & His Times, Miniserie)
- 1985: Der Flieger (The Aviator)
- 1985: A.D. – Anno Domini (A.D., Miniserie)
- 1985: Alice im Wunderland (Alice in Wonderland, Miniserie)
- 1987: Der Schrecken von London (Still Crazy Like a Fox, Fernsehfilm)
- 1987: Drei heilige Kamele (The Three Kings)
- 1987: September
- 1988: Presidio (The Presidio)
- 1988: Ein altgedienter Profi (Police Story: The Watch Commander, Fernsehfilm)
- 1989: Knight und Daye (Knight & Daye, Fernsehserie, 7 Folgen)
- 1990: Everybody Wins
- 1990: So ein Satansbraten (Problem Child)
- 1991: Ein Satansbraten kommt selten allein (Problem Child 2)
- 1992: Ein Verrückter Leichenschmaus (Passed Away)
- 1992: Night and the City
- 1992: Toys
- 1993: Jenseits der Unschuld (Guilty as Sin)
- 1994: Bullets Over Broadway
- 1995: Während Du schliefst (While You Were Sleeping)
- 1995: Ein Satansbraten ist verliebt (Problem Child 3: Junior in Love, Fernsehfilm)
- 1995: Das Leben nach dem Tod in Denver (Things to Do in Denver When You’re Dead)
- 1995: Geliebte Aphrodite (Mighty Aphrodite)
- 1997: Die Insel in der Vogelstraße (The Island on Bird Street)
- 1997: Der Chaotenboss (Chairman of the Board)
- 1998: Bulworth
- 1998: Dirty Work
- 1999: A Dog of Flanders
- 2000: Helden aus der zweiten Reihe (The Replacements)

## Auszeichnungen
- 1972: Emmy als bester Schauspieler im Fernsehfilm Brian’s Song
- 1975 und 1978: Oscarnominierung für seine Nebenrollen in Shampoo und Der Himmel soll warten